# Barney McKenna
Bernard Noël "Banjo Barney" McKenna, född 16 december 1939 i Donnycarney, County Dublin, död 5 april 2012, var en irländsk musiker och en av grundarna till The Dubliners. Han spelade framför allt tenorbanjo, men även mandolin, violin och diatoniskt dragspel.
Barney McKenna lärde sig tidigt att spela banjo. Innan han var med och startade the Dubliners hade han spelat en kort tid i The Chieftains.
Barney utvecklade en ny spelstil på tenorbanjo med samma stämning som fiol och mandolin, som senare har blivit allmänt vedertagen i irländsk folkmusik.
Han var med i Dubliners fram till sin död 2012, då gruppen samma år hade sitt 50-årsjubileum. De övriga medlemmarna bestämde sig för att arrangera en avskedsturné och sedan splittra gruppen.

### Fotnoter
1. ↑  Dennis Hevesi (11 april 2012). ”Barney McKenna, Banjo Player in the Dubliners, Dies at 72”. The New York Times. http://www.nytimes.com/2012/04/11/arts/music/barney-mckenna-banjo-player-in-the-dubliners-dies-at-72.html?_r=1&ref=deathsobituaries.
2. ↑  DigitalSpy: The Dubliners' last original member Barney McKenna dies, aged 72
3. ↑  The Dubliners biografi av Craig Harris på Allmusic.com